# ふらび
ふらのやまべ美ゅーじあむ ふらびは、かつて北海道富良野市山部駅近くに存在した博物館、観光スポット。

## 概要
廃校（旧富良野市立山部第一小学校）を利用した万華鏡博物館。万華鏡の展示、手作り教室、販売を行う。
入場料が必要。

## 所在地
- 北海道富良野市山部

## 交通
- JR富良野駅より8.6km
- JR山部駅より4.5km
- 富良野プリンスホテル、ニングルテラスより8.3km

## 周辺
- 農家が多く、メロン、スイカ、とうきび、野菜などの直売所が国道38号線沿いに点在する。